# Garreta malleolus
Garreta malleolus là một loài bọ cánh cứng trong họ Bọ hung (Scarabaeidae).